# Marco Leonardi
Pour les articles homonymes, voir Leonardi (homonymie).
Marco Leonardi né à Melbourne le 14 novembre 1971 est un acteur italien.

## Filmographie
- 1987 : Ultimo minuto de Pupi Avati : Paolo
- 1989 : Cinema Paradiso : Salvatore adolescent
- 1992 : Les Épices de la passion : Pedro
- 1994 : Les Putes (Le buttane) de Aurelio Grimaldi
- 1996 : Le Syndrome de Stendhal : Marco
- 1997 : La Bible : David de Robert Markowitz : Urie le hittite
- 1999 : Les Cinq Sens (The Five Senses) : Roberto
- 2000 : Une nuit en enfer 3 : La Fille du bourreau : Johnny Madrid
- 2001 : I cavalieri che fecero l'impresa de Pupi Avati
- 2005 : San Pietro : Marc l'évangeliste
- 2007 : Maradona - La mano de Dios : Diego Maradona
- 2016 : Ustica de Renzo Martinelli :
- 2017 : Tout l'argent du monde (All the Money in the World) de Ridley Scott : Mammoliti
- 2017 : Una famiglia de Sebastiano Riso : Pietro
- 2019 : Martin Eden de Pietro Marcello